# Filoxera
Filoxera é o nome comum do hemíptero da família Phylloxeridae da espécie Daktulosphaira vitifoliae (Fitch, 1854), por vezes designada pelo seu sinónimo taxonómico Phylloxera vastatrix (Planchon, 1868). A partir do último quartel do século XIX, a filoxera constituiu-se como a praga mais devastadora da viticultura mundial, alterando profundamente a distribuição geográfica da produção vinícola e provocando uma crise global na produção e comércio dos vinhos que duraria quase meio século. O vocábulo filoxera é usado indistintamente para designar o insecto e a doença dos vinhedos que é causada pela infestação com aquele. De origem norte-americana, a filoxera está hoje presente em todos os continentes, sendo um dos exemplos mais marcantes do efeito humano sobre a dispersão das espécies, já que, em poucas décadas, esta espécie evoluiu de um habitat localizado para uma distribuição global, com uma rapidez que, ainda hoje, não deixa de surpreender.

## Descrição
A filoxera é um minúsculo insecto (0,3 a 3 mm de comprimento nos seus diversos estádios de desenvolvimento) sugador de seiva, aparentado com os pulgões, com um ciclo de vida muito complexo e totalmente dependente da vinha, única planta em que pode desenvolver-se. No seu ciclo de vida, assume as seguintes formas:
- Formas partenogénicas, fêmeas capazes de se reproduzir sem necessidade de fertilização, ápteras (sem asas), com cores que vão do amarelado ao castanho escuro, com dimensões entre 0,3 e 1,4 mm, assumindo formas distintas consoante a parte da planta que atacam:
  - Formas galícolas, vivendo nas folhas e formando galhas esverdeadas na sua página inferior (parte da folha voltada para o solo);
  - Formas radícolas, vivendo nas raízes, onde também forma galhas de forma nodular ou tuberosidades alongadas, de cor castanho escuro. Algumas destas fêmeas desenvolvem asas, abandonam o solo e vão depositar ovos sobre as folhas.
- Formas sexuadas, incapazes de se alimentarem no estado adulto, desprovidas de peças bucais, com duas formas:
  - Fêmeas aladas, capazes de formar novas colónias distantes, de cor amarelo dourado a ocre, com asas transparentes e com morfologia semelhante à de minúsculas moscas, medindo de 2 a 3 mm de cumprimento;
  - Machos ápteros (sem asas), acastanhados, com 0,3 a 0,5 mm de comprimento.

A espécie apenas consegue produzir regularmente todas as formas do seu ciclo biológico em videiras americanas, não se instalando de forma significativa em terrenos francamente arenosos.
A distribuição geográfica desta espécie está hoje expandida a quase todas as zonas produtoras de vinho, com pequenas zonas indemnes por serem vinhas cultivadas sobre areias. A excepção mais significativa é o Chile onde a praga ainda não se instalou.
Uma espécie próxima, designada por filoxera da pereira, afectando em exclusivo as pereiras, era endémica em Portugal, embora já se tenha disseminado para outros territórios.

### Ciclo biológico
O ciclo biológico da filoxera é complexo e apenas apresenta de forma regular todas as suas formas em videiras americanas e em condições edáfo-climáticas próximas das do seu habitat de origem. Solos arenosos impedem a formação das formas radícolas, quebrando o ciclo de vida da espécie e impedindo a sua instalação.
O ciclo inicia-se na primavera, aquando do abrolhamento das vinhas, com a eclosão, a partir dos ovos que invernaram no ritidoma das videiras, de ninfas que migram para as folhas e aí causam galhas na página inferior ou na margem. As ninfas evoluem para fêmeas galícolas, que se reproduzem por partenogénese, ovipositando de 500 a 600 ovos no interior de cada galha.
Dos ovos depositados nas folhas, em função da época do ano e das condições climáticas, emergem novas fêmeas partenogénicas, que podem continuar nas folhas (dando origem a nova geração galícola), ou migrar activa ou passivamente para o solo, onde penetram pela porosidade, instalando-se nas raízes, dando origem a uma geração de fêmeas radícolas, onde provocam nodosidades e tuberosidades na zona apicular das radicelas
No final do estio, alguns ovos de fêmeas radícolas originam a forma alada da fêmea, a qual abandona o solo e retorna para as folhas da videira. Estas fêmeas produzem dois tipos de ovos: um menor que origina os machos ápteros e outro maior, que origina as fêmeas ápteras. Após o acasalamento, as fêmeas reiniciam o ciclo, depositando no ritidoma um ovo de inverno (apenas um por fêmea) que invernará e dará origem à geração do ano imediato. Desta forma galícola surgem também as fêmeas aladas que, depois de fertilizadas, voam, e depositam o seu ovo no ritidoma de videiras distantes, permitindo assim a fundação de novas colónias.
Em geral, nem todas as formas e fases do ciclo ocorrem, dado que cada forma está associada a condições específicas de temperatura, humidade e susceptibilidade da planta hospedeira. A castas de origem europeia (viníferas) geralmente são pouco susceptíveis às formas galícolas, mantendo-se a infestação em geral na forma radícola, daí a relativa idemnidade das vinhas instaladas em solo arenoso.
Os danos provocados pela filoxera nas vinhas dependem da susceptibilidade da espécie ou casta de videira utilizada. Para medir essa susceptibilidade foi criada uma escala de 20 pontos, denominada índice de Ravaz. Em geral, as espécies americanas de vide, que co-evoluíram com a filoxera, mas cujos frutos em geral não são adequados para a produção de vinho, são as que apresentam maior índice, revelando uma menor susceptibilidade. A escala vai desde a resistência total (20 pontos) apresentada pelos cultivares da Vitis rotundifolia, até à resistência nula (0 pontos) da Vitis vinifera europeia. 
A infestação com a filoxera de uma videira com índice de Ravaz inferior a 12 pontos leva em geral à morte da planta em cerca de três anos.
São as gerações radícolas do insecto aquelas que mais dano provocam à planta, já que as tuberosidades formadas pelo intumescimento dos tecidos atacados são em geral infectadas por fungos, levando à morte da zona apical da raiz, provocando a redução do seu crescimento e a perda da capacidade de absorção de água e nutrientes, o que, por sua vez leva, à rápida deterioração do estado vegetativo da planta.
As infestações galícolas, embora possam levar a uma drástica redução da área foliar, ao amarelecimento e à perda de capacidade fotossintética, em geral não são fatais, embora reduzam grandemente a produtividade das videiras e a qualidade das uvas produzidas. Nas situações mais graves, as gavinhas e os caules mais tenros são afectados, podendo morrer ou impedir o crescimento da planta.
As vinhas susceptíveis infestadas perdem rapidamente capacidade produtiva, com a morte de muitas videiras, e em geral não podem ser recuperadas sem o arranque e replantio com plantas resistentes, operação dispendiosa e que implica perda de rendimento durante vários anos.
Não existe nenhuma forma de controlo químico considerado eficaz no combate às infecções radícolas, embora as formas galícolas sejam susceptíveis à generalidade dos insecticidas utilizados na agricultura. 
Como as formas radícolas são as mais danosas, o combate à filoxera, apesar de múltiplas tentativas de métodos de controlo, assenta essencialmente na utilização de porta enxertos resistentes, com resistência superior a 16 no índice de Ravaz, sobre os quais são enxertadas as castas susceptíveis, que são, em geral, as produtoras dos vinhos mais apreciados.
Ao longo dos tempos, os viticultores foram tentando diversos métodos empíricos, com maior ou menor sucesso. Alguns dos métodos tentados de controlo ensaiados foram os seguintes:
- Aspersão dos videiras após a poda com cal viva, naftaleno ou óleo queimado com o objectivo de destruir o "ovo de inverno". Esta técnica, que ainda era praticada no início do século XX era pouco eficaz, cara e ambientalmente perigosa.
- Tratamento com sulfureto de carbono, através da injecção no solo, na zona das raízes, deste líquido volátil e tóxico para os insectos. O método é eficaz, mas requer uma charrua especial (charrua Vermorel) e é em extremo caro, não tendo hoje viabilidade económica. Um método semelhante, embora menos eficaz, consistia na colocação de uma solução de sulfocarbonato de potássio num recipiente de fundo aberto que era colocado em redor da planta.
- Tratamento por submersão, que consiste na inundação do solo durante um período alargado, por forma a uma relativa anoxia na zona radicular que matasse o insecto. O método era ineficaz e apenas praticável em terrenos irrigáveis, aliás os menos adequados à produção de vinhos de qualidade.
- Plantação de espécies de vinha americana, de grande resistência à filoxera. Foi uma solução muito utilizada, mas levou à produção de vinhos de má qualidade (como o vinho de cheiro e o morangueiro), e ao desaparecimento em certas regiões de algumas das melhores castas viníferas.
- Utilização de porta enxertos resistentes. É hoje o método de eleição, sendo utilizado em quase todas as regiões afectadas e, embora tendo algum efeito sobre as características organolépticas do vinho, permite boas produções e adequada resistência à praga, transformando a filoxera numa infestação sem efeitos económicos sensíveis.

Em Portugal, por volta de 1890, quando a praga já havia alastrado às principais regiões produtoras, Joaquim Pinheiro de Azevedo Leite Pereira introduziu na região do Douro uma variedade de videiras americanas, nas quais enxertou as castas portuguesas, travando assim o desaparecimento das vinhas e possibilitando o replantio.

## Cronologia da expansão da filoxera
A partir da sua primeira identificação na Europa em 1863, a filoxera iniciou uma inexorável expansão, progredindo pelos vinhedos em "mancha de óleo" a partir dos pontos de infecção. A velocidade de expansão dependeu da densidade das vinhas e das características edáfo-climáticas das regiões, progredindo mais rapidamente na direcção dos ventos dominantes no fim do verão dado que a fundação de novas colónias depende da chegada das minúsculas fêmeas aladas que são facilmente arrastadas pelos ventos.
A sua introdução em territórios distantes deve-se à imprudência humana já que os ovos de inverno e as formas radícolas sobrevivem facilmente ao transporte de plantio ou de partes das videiras, podendo mesmo os ovos ser transportados em ferramentas, roupas ou outros objectos que tenham estado em contacto com videiras infectadas. Assim, apesar de todos cuidados e das medidas de isolamento fitossanitário tomadas em muitos estados desde os finais do século XIX para combater esta praga, ela não cessou de se expandir.
A lista que se segue apresenta uma cronologia, simplificada, da expansão da filoxera:
- 1854: a espécie é identificada no nordeste dos Estados Unidos por Asa Fitch, que lhe atribui o nome de Pemphigus vitifoliae;
- 1863: primeiras notícias da aparição da filoxera no continente europeu, com identificação do insecto em Pujaut, na região de Gard, (França) e numa estufa (onde a espécie foi isolada) em Hammersmith, nos arredores de Londres;
- 1865: infestação em La Crau de Châteaurenard, Bouches-du-Rhône, França;
- 1865: primeira notícia de infestação em Portugal, no vale do rio Douro;
- 1866: foco de infestação em Floirac, na Gironda, França;
- 1868: Jules Émile Planchon identifica o insecto responsável pela doença e, julgando tratar-se de uma espécie nova para a ciência, atribui-lhe o nome de Phylloxera vastatrix, sinónimo taxonómico que ainda é por vezes utilizado na Europa;
- 1871: A zona infestada no vale do Ródano forma um grande triângulo que atinge Cadarache a leste, Castries a oeste e Tain-l'Hermitage ao norte;
- 1871: primeiro foco na Suíça, próximo de Genebra;
- 1872: novo foco de infestação na zona de Cognac, França;
- 1872: a filoxera ataca os vinhedos da ilha da Madeira;
- 1873: a filoxera aparece na Califórnia;
- 1874: primeiro foco na Alemanha, próximo de Bona;
- 1876: novo foco de infestação em Orléans, França;
- 1875: a filoxera aparece na Áustria;
- 1875: a Austrália é contaminada;
- 1877: primeira aparição em Espanha, na  zona de Málaga (Andaluzia) e Girona (Catalunha);
- 1878: a filoxera parece na Côte-d'Or, França;
- 1879: descoberta da filoxera na Itália, em Valmadrera, próximo de Como;
- 1880: novos focos de infestação na Itália, em Caltanissetta (Sicília) e Imperia (Génova);
- 1880: a filoxera aparece na África do Sul;
- 1885: primeiro foco na Argélia, próximo de Tremecém;
- 1886: novo foco na Argélia, próximo de Skikda;
- 1888: a filoxera atinge o Peru;
- 1894: os vinhedos de Champagne, França, são atingidos;
- 1905: a filoxera atinge a Tunísia;
- 1914: a filoxera atinge a Manchúria, no Extremo Oriente;
- 1919: filoxera em Marrocos;
- 1945: filoxera na Borgonha, França;
- 1980: a região de Tocate, na Turquia é atingida (afectando vinhedos de “pé-franco” da casta Narince).